# Less Is More
Less Is More è il sedicesimo album in studio del gruppo musicale britannico Marillion, pubblicato il 2 ottobre 2009 dalla Intact Records.

## Descrizione
Contiene una selezione di vari brani del periodo in cui è Steve Hogarth il leader del gruppo rivisitati in chiave acustica, con l'aggiunta dell'inedito It's Not Your Fault. L'album presenta anche una versione acustica di Cannibal Surf Babe come traccia fantasma.

## Tracce
Testi di Steve Hogarth, eccetto dove indicato, musiche di Steve Hogarth, Mark Kelly, Ian Mosley, Steve Rothery e Pete Trewavas, eccetto dove indicato.
1. Go! – 5:00
2. Interior Lulu – 7:32 (testo: John Helmer, Steve Hogarth)
3. Out of This World – 5:08 (testo: Steve Hogarth, John Helmer)
4. Wrapped Up in Time – 3:40
5. The Space – 4:52 (musica: Steve Hogarth, Mark Kelly, Ian Mosley, Steve Rothery, Pete Trewavas, Colin Woore, Geoff Dugmore, Ferg Harper)
6. Hard as Love – 4:58 (testo: John Helmer, Steve Hogarth)
7. Quartz – 5:48
8. If My Heart Were a Ball – 5:12
9. It's Not Your Fault – 3:33
10. Memory of Water – 2:37 (testo: John Helmer, Steve Hogarth)
11. This Is the 21st Century – 5:40
12. Cannibal Surf Babe – 3:27 – traccia fantasma

Tracce bonus nell'edizione statunitense
1. Runaway (Live) – 6:37
2. Fake Plastic Trees (Live) – 5:10 – originariamente interpretata dai Radiohead

## Formazione
Gruppo
- Steve Hogarth – voce, dulcitone (tracce 1, 7 e 8), shaker (tracce 1, 2 e 8), cori (tracce 1, 2 e 6), hammered dulcimer (tracce 2, 5 e 11), glockenspiel, bell tree e bastone della pioggia (traccia 2), cimbalini a dita (tracce 2 e 3), pianoforte (tracce 4, 6, 9 e 11), tamburello e bussata di porta (traccia 6)
- Mark Kelly – organo a pompa (tracce 1-3, 8 e 10), organo a canne (tracce 1, 6 e 8), autoharp (tracce 1-3, 5 e 11), glockenspiel (tracce 1, 4-8, 11), cori (tracce 1, 6 e 8), pianoforte (tracce 2, 3, 5 e 7), organo (traccia 2), organo Hammond (tracce 4-6), brushed autoharp (traccia 7)
- Ian Mosley – batteria (eccetto tracce 9 e 10), bongo marocchini (traccia 2), ossa (traccia 7)
- Steve Rothery – chitarra acustica (eccetto tracce 4, 7 e 9), chitarra portoghese (tracce 2 e 10), chitarra elettrica (tracce 4 e 7)
- Pete Trewavas – basso acustico (tracce 1-2, 4-8), xilofono (tracce 1, 2, 7), cori (tracce 1, 6, 8), chitarra acustica (tracce 3, 10 e 11)

Altri musicisti
- B. Hartshorn – armonica bassa (traccia 1)
- H S Ensemble – strumenti ad arco (traccia 1)
- The Preston Bisset Singers – coro (traccia 4)
- S. Audley – bowed glockenspiel (traccia 5)
- R. Hazlehurst – effetti orologio (traccia 7)

Produzione
- Michael Hunter – produzione, registrazione, missaggio
- Marillion – produzione
- Simon Heyworth – mastering

## Classifiche
| Classifica (2009) | Posizione massima |
| ----------------- | ----------------- |
| Francia           | 156               |
| Paesi Bassi       | 72                |